# Bolongarostraße
Die Bolongarostraße ist die Hauptstraße der Altstadt Frankfurt-Höchsts. Sie ist neben der Königsteiner Straße und der Hostatostraße eine der wichtigsten Einkaufsstraßen des Stadtteils und verbindet die Stadtteile Höchst und Nied.
Der Name der Bolongarostraße leitet sich von der seit 1735 in Frankfurt ansässigen Kaufmanns- und Fabrikantenfamilie Bolongaro ab, die sich 1771 in Höchst niederließen und zwischen 1772 und 1774 den Bolongaropalast in der Höchster Neustadt errichten ließen. Bis zur Eingemeindung Höchsts nach Frankfurt im Jahr 1928 hieß die Bolongarostraße einfach Hauptstraße, wie sich auch den Höchster Stadtplänen von 1850 und 1898 entnehmen lässt.

## Straßenverlauf
Die Bolongarostraße durchquert die Höchster Altstadt zwischen Leverkuser Straße und Königsteiner Straße als schmale Einbahnstraße in Fahrtrichtung Osten. Von dort wird sie durch die Höchster Neustadt entlang des Bolongaropalastes bis zur Ludwig-Scriba-Straße und der Stadtteilgrenze zu Nied als zweispurige Einbahnstraße weitergeführt, ab der Zuckschwerdtstraße verläuft das stadteinwärts führende Gleis der Straßenbahnlinie 11 auf der Fahrbahn.

Gesichter der Bolongarostraße
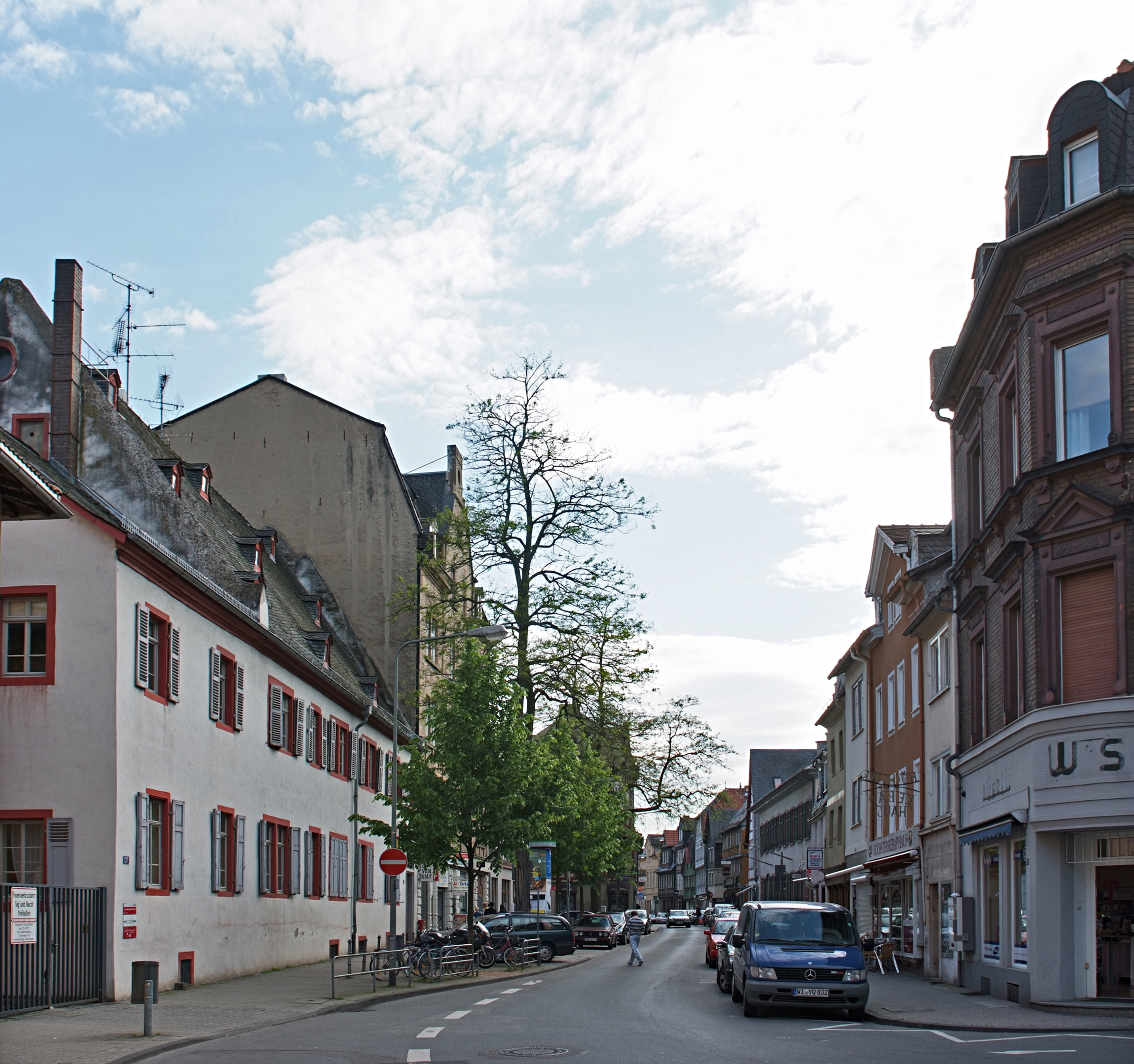
Der ehemalige Höchster Marktplatz am Mainberg
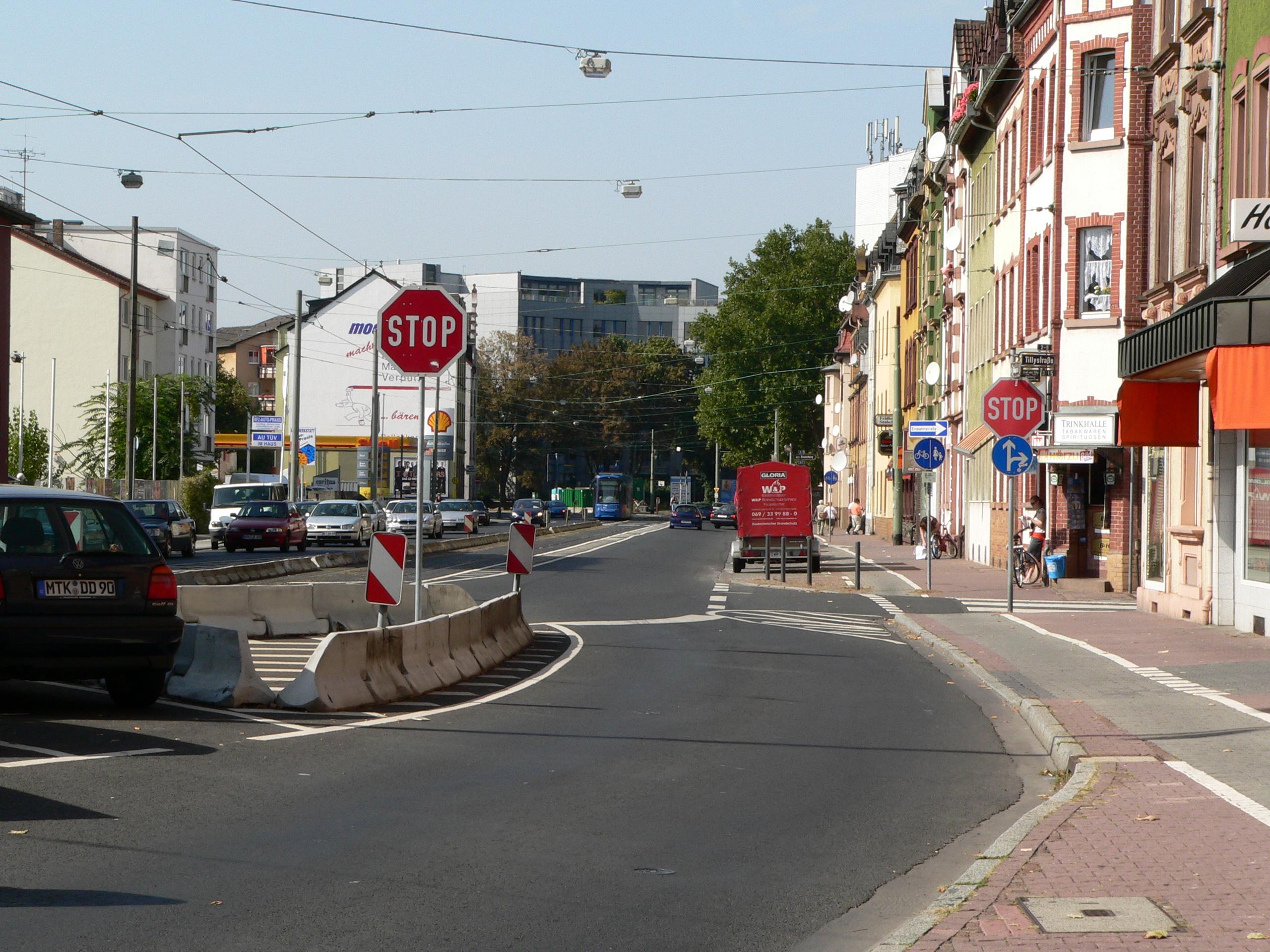
Zwischen der Mainzer Landstraße und der Ludwig-Scriba-Straße
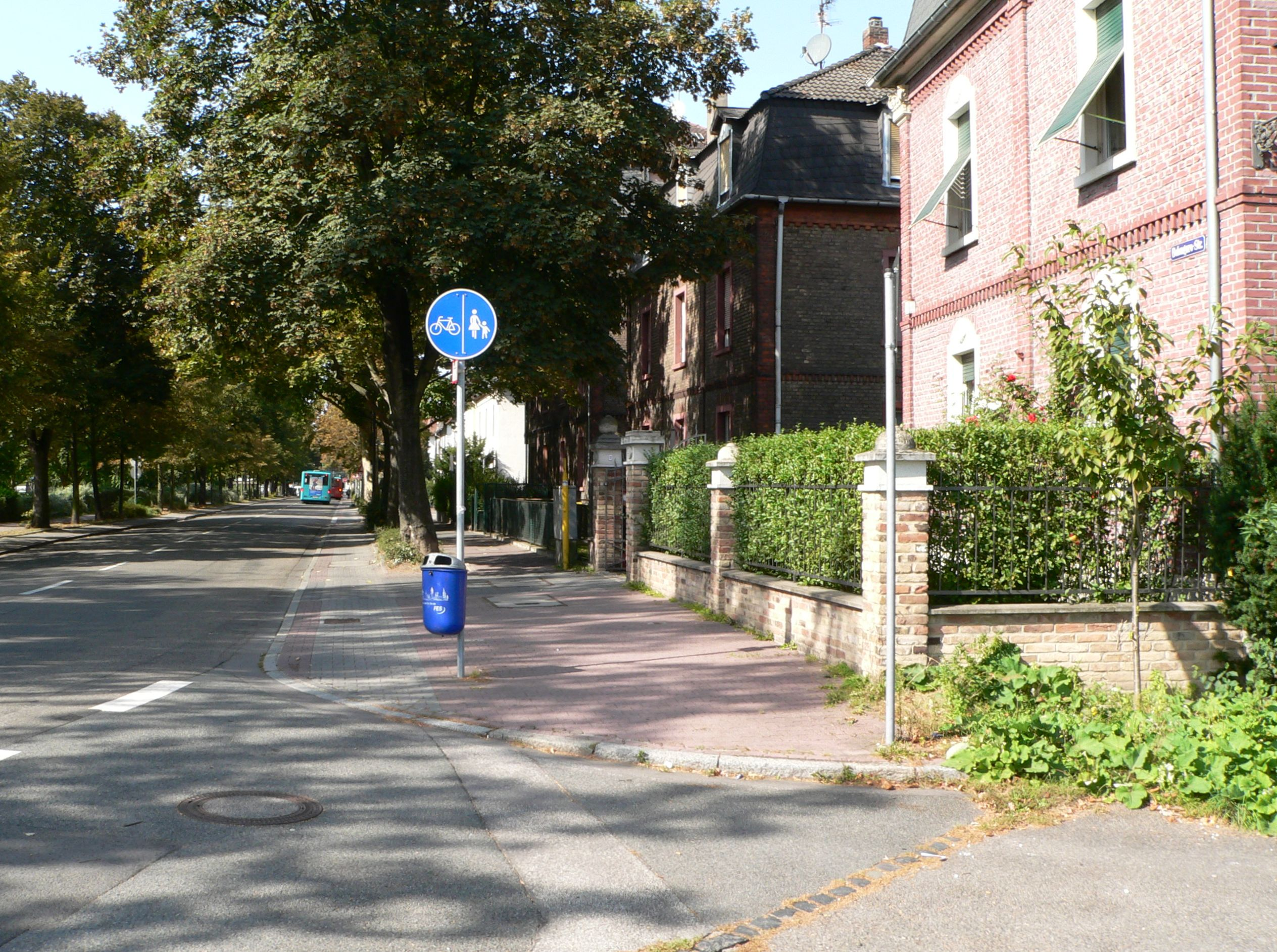
Zwischen der Niddabrücke in Alt-Nied und der Mainzer Landstraße

In Nied wird die Bolongarostraße zwischen der Ludwig-Scriba-Straße und dem Übergang in die Mainzer Landstraße als breite zweispurige Verbindungsstraße geführt, in der Mitte verlaufen die Schienen der Straßenbahnlinie 11 als eigene Trasse. Zwischen Mainzer Landstraße und Alt Nied ist die Bolongarostraße eine ruhige, nur auf der nördlichen Seite bebaute Wohnstraße.

## Verkehr

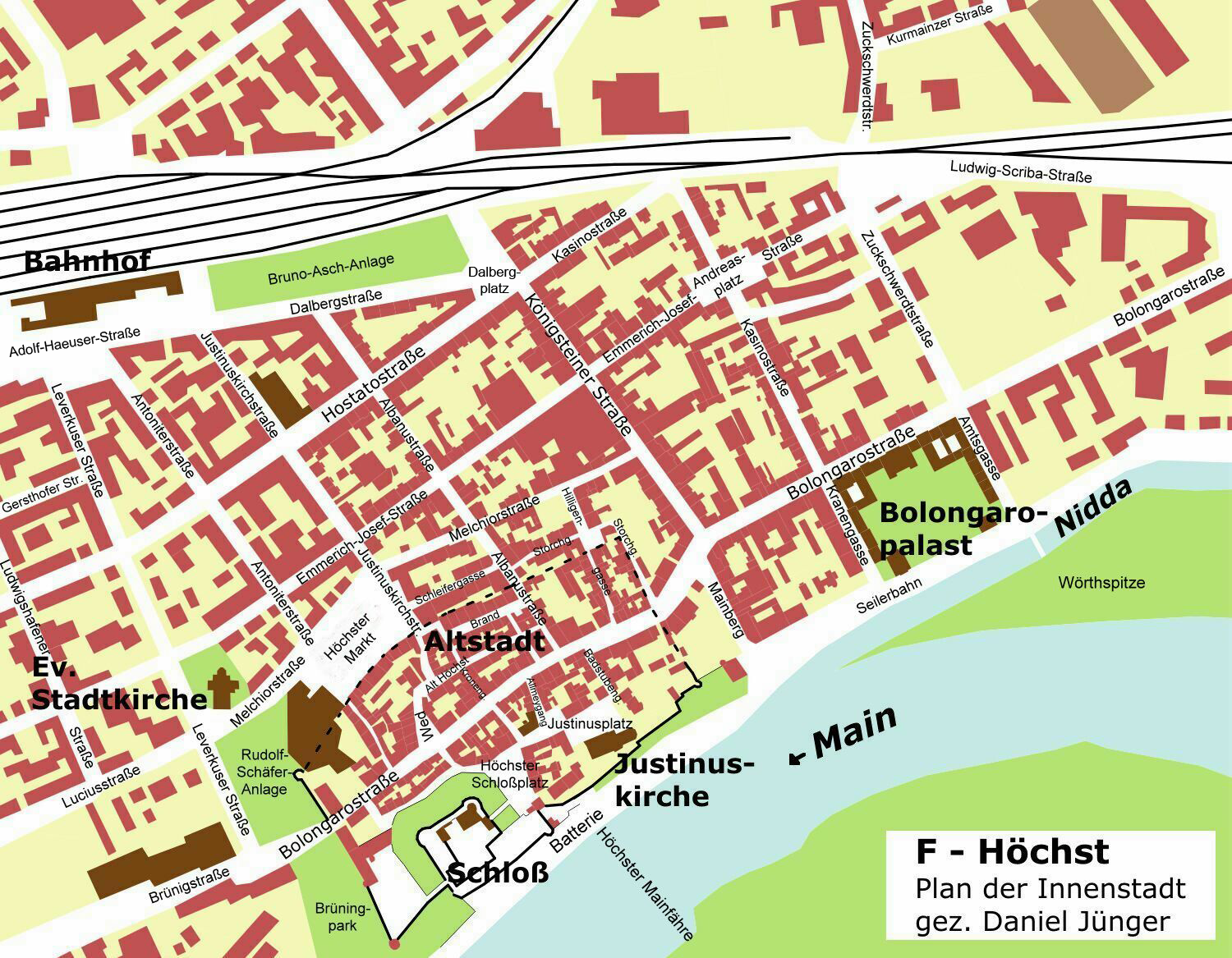
Verlauf der Bolongarostraße in Höchst

Da die Bolongarostraße die Hauptverbindung zwischen den Stadtteilen Höchst und Nied darstellt, hat sie eine erhebliche Bedeutung als Verbindungsstraße. Entsprechend hoch ist ungeachtet der Enge der einspurigen Einbahnstraße im Bereich zwischen Leverkuser und Königsteiner Straße das Fahrzeugaufkommen. Der gesamte Verkehr stadteinwärts Richtung Nied fließt hier. Der vierspurige Abschnitt zwischen Mainzer Landstraße und Ludwig-Scriba-Straße ist insbesondere zu Zeiten des Berufsverkehrs sehr stark belastet.
Auch wichtige Linien des ÖPNV werden durch die Bolongarostraße geführt. Die traffiQ-Buslinien 54, 55 und 57 verkehren ab der Leverkuser Straße Richtung Nied und Sossenheim. Ab dem Bolongaropalast kommen die Busse der Linien 51, 53, 59 sowie die Linie 11 der Straßenbahn hinzu.
Durch die im Herbst 2007 fertiggestellte Anbindung der Leunabrücke an die B40a ist eine weitere Straßenverbindung zwischen Höchst und Nied auf der südlichen Mainseite entstanden, die den Durchgangsverkehr in Höchst reduzieren und die Altstadt entlasten soll. Eine Verkehrszählung im Sommer 2008 ergab allerdings, dass die Umgehung nur wenig angenommen wird, so dass die Bolongarostraße weiterhin einer starken Belastung mit Durchgangsverkehr ausgesetzt ist.
Es wird zudem erwogen, die Straßenbahngleise Richtung Westen in die Höchster Innenstadt zu verlängern.

## Geschichte

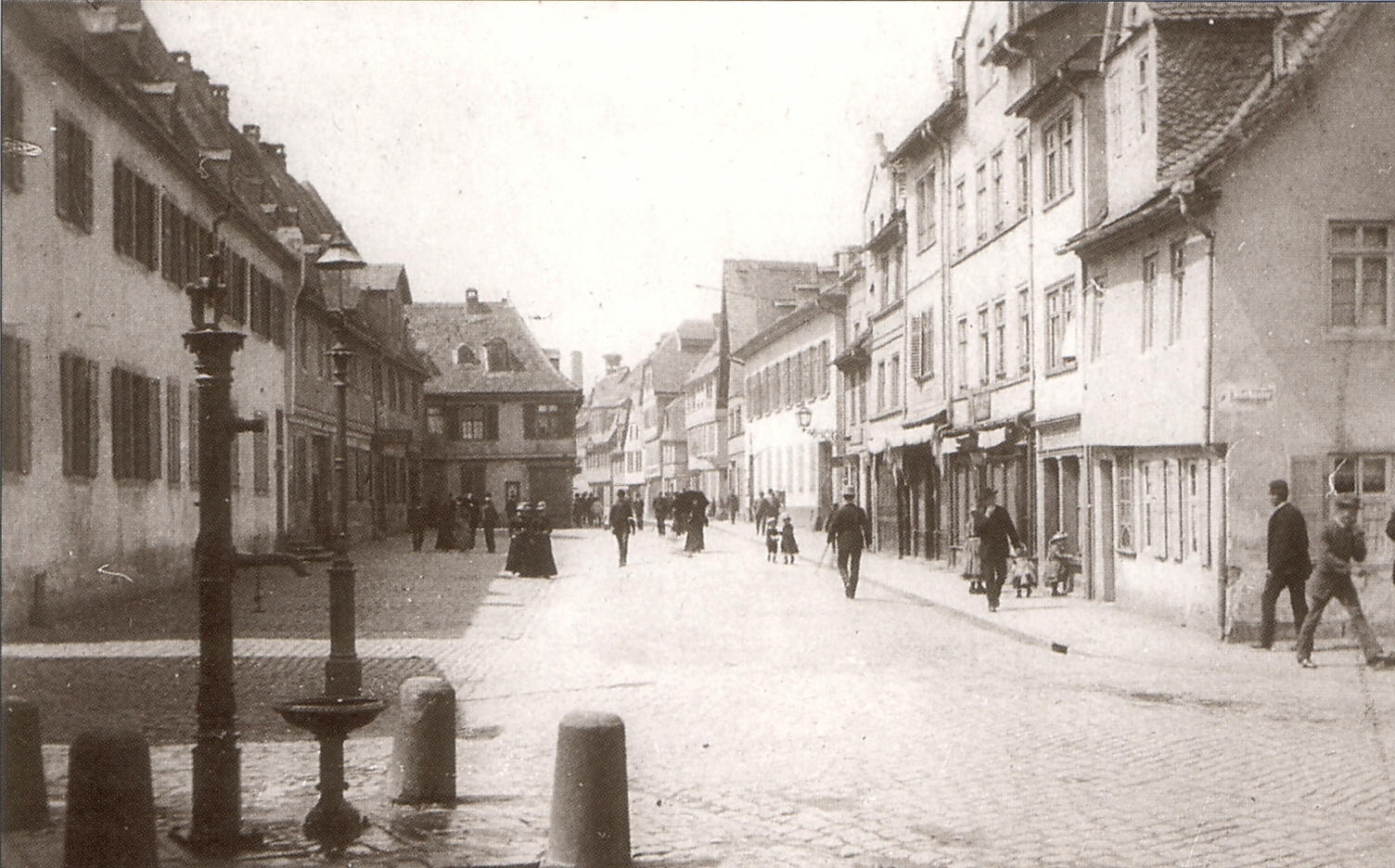
Die Höchster Hauptstraße vor dem ehem. Antoniterkloster um 1890

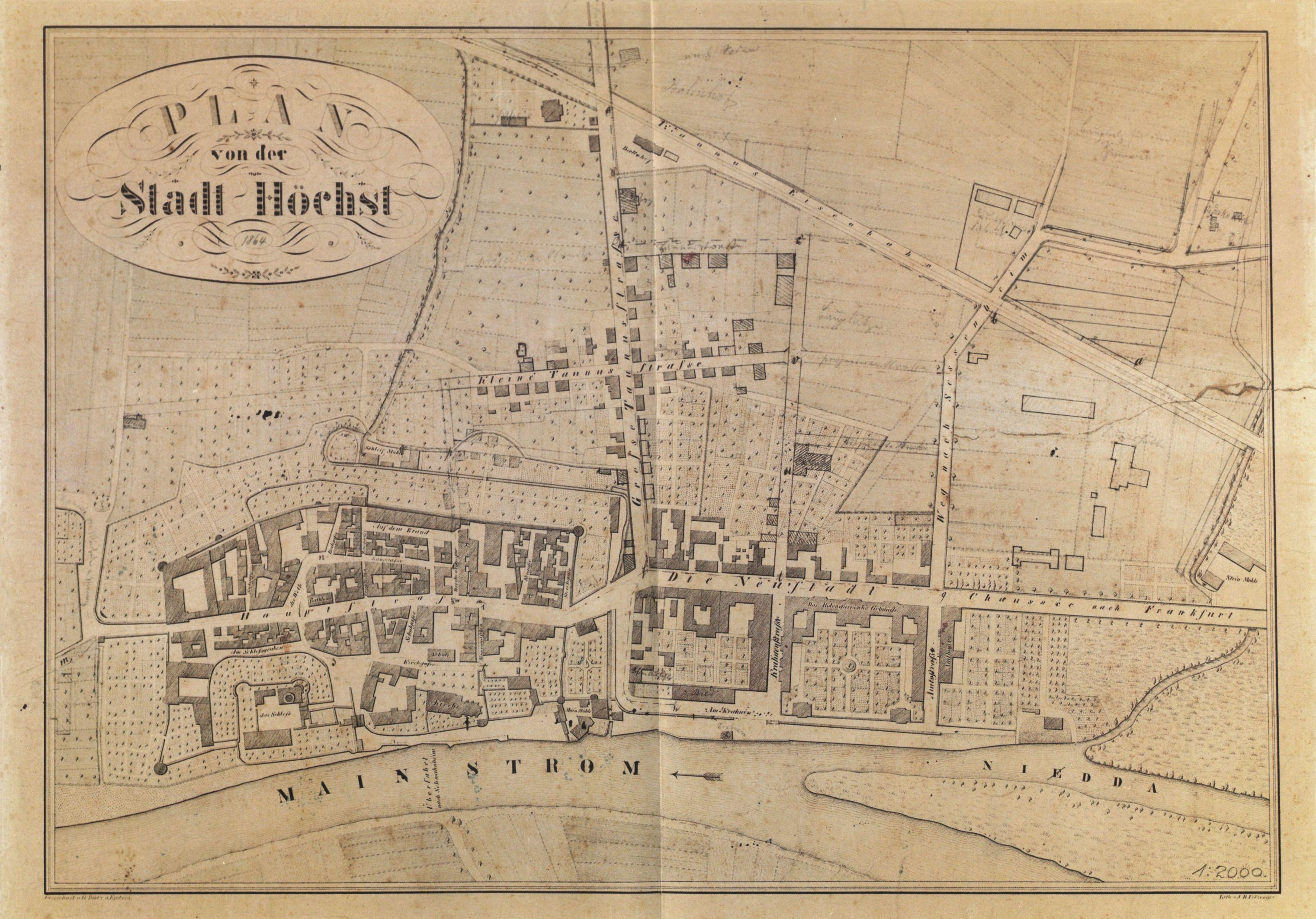
Höchster Stadtplan von 1850

Die Bolongarostraße ist Bestandteil einer alten Überlandstraße zwischen Frankfurt und Mainz, die in Teilen bis in die römische Zeit nachweisbar ist.

### Mittelalter und frühe Neuzeit
Im Kern war die Bolongarostraße die ehemalige Hauptstraße der Stadt Höchst und durchquerte die Stadt zwischen den beiden Stadttoren Obertor („Storch“) im Osten und Untertor („Specht“) im Westen. Es ist sicher, dass die Hauptstraße bereits um das Jahr 1000 herum auf einer Trasse etwas nördlich der heutigen Bolongarostraße durch das damalige Dorf Höchst verlief. An der Trassenführung und der Bebauung änderte sich auch durch die Stadterhebung von 1355 zunächst nur wenig. Nach einer Stadterweiterung im 15. Jahrhundert wurde die Hauptstraße im Bereich zwischen der heutigen Hilligengasse und der Storchgasse verbreitert. Bis in die 1920er Jahre hinein befand sich hier nun der Höchster Marktplatz.

### Vom 18. bis zum 20. Jahrhundert

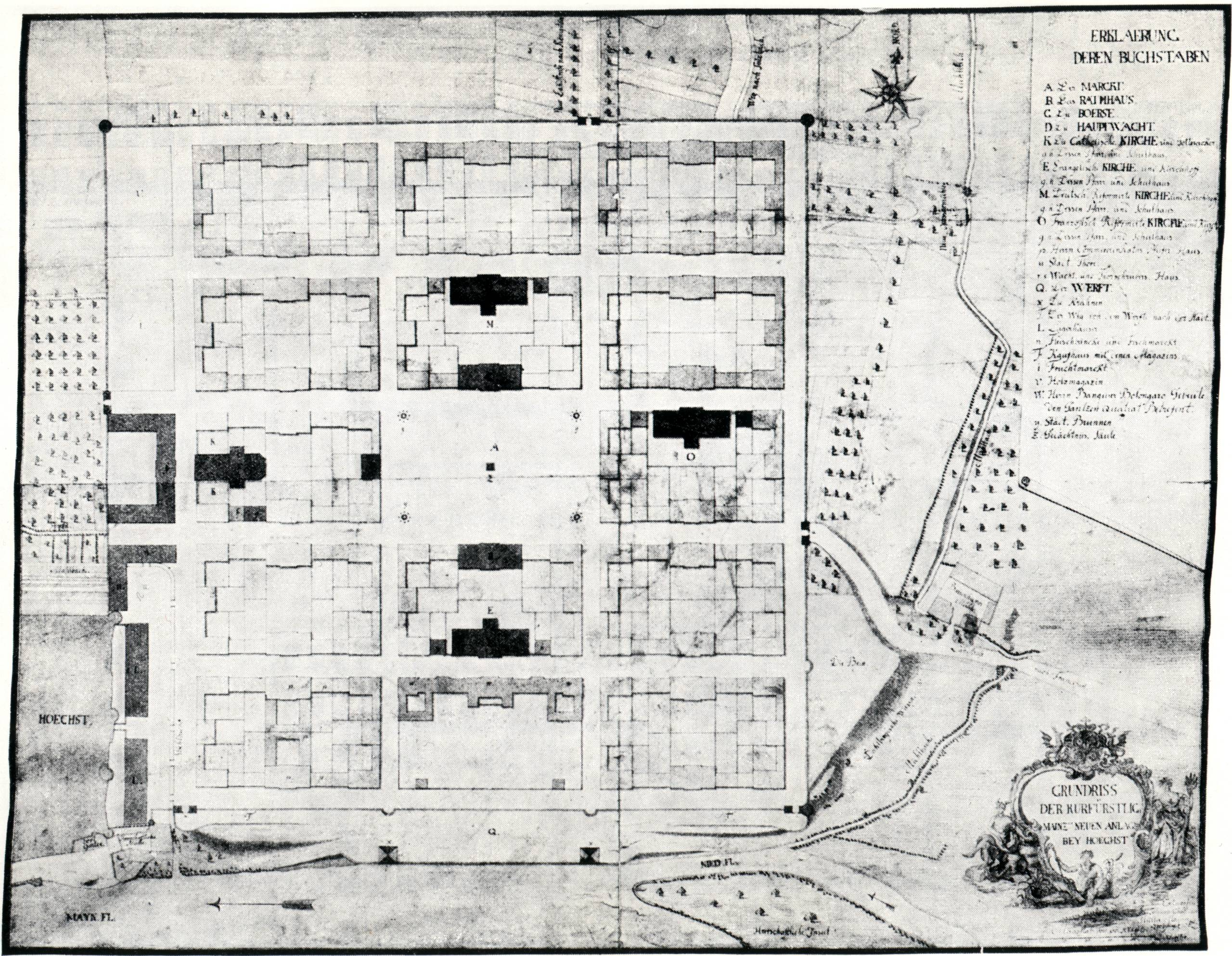
Das nicht realisierte Höchster Neustadtprojekt von 1768

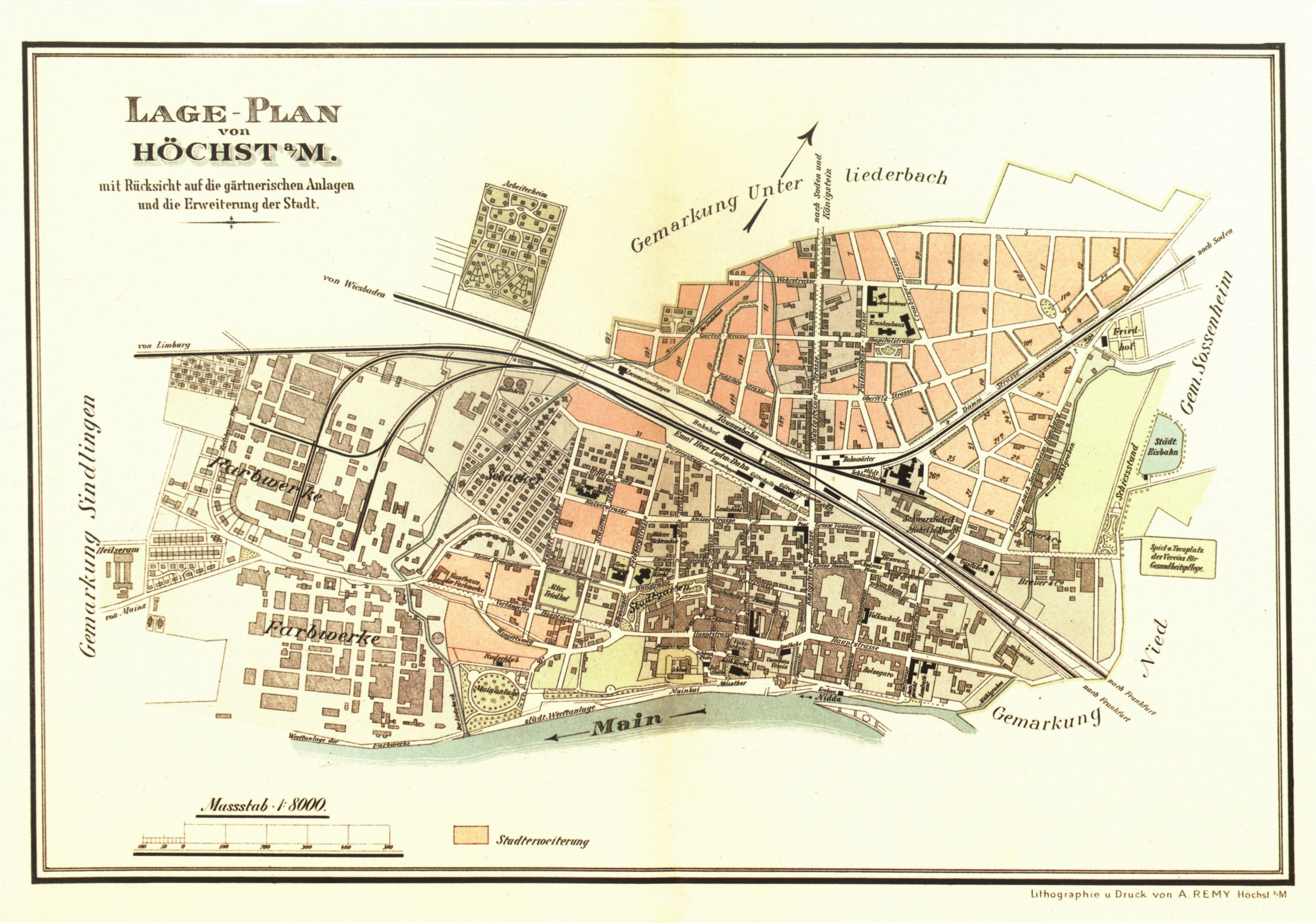
Höchster Stadtplan von 1898

Nach Plänen aus dem ersten Viertel des 18. Jahrhunderts entstand die Chaussee nach Frankfurt, die heutige Mainzer Landstraße. Die Straßenführung zwischen der Höchster Altstadt und Nied entspricht größtenteils der ehemaligen Römerstraße.
Der amtierende Kurfürst und Höchster Landesherr Emmerich Joseph von Breidbach-Bürresheim plante, die wirtschaftliche Entwicklung Höchsts durch Gründung einer Neustadt im Osten der Altstadt an der Mainzer Landstraße nach Frankfurt zu fördern. Die italienische Familie Bolongaro errichtete zwischen 1772 und 1774 hier ihren barocken Palast. Der Straßenverlauf der Durchgangsstraße selbst entsprach der alten Trassierung, das Neustadtprojekt wurde allerdings nach Emmerich Josephs Tod 1774 nicht mehr realisiert.
In den 1820er Jahren wurde der heutige Verlauf der Bolongarostraße festgelegt, als nach Bau der Königsteiner Straße zwischen 1814 und 1820 die Straßenführung der Höchster Neustadt in Anlehnung an die alten Pläne aus dem 18. Jahrhundert neu gestaltet wurde. Der 1830 entfernte Vorhof des Bolongaropalastes lag danach an der Stelle der heutigen Bolongarostraße. Im Stadtplan von 1850 hieß dieser Straßenabschnitt noch Die Neustadt, erst im Plan von 1898 wird auch dieser Abschnitt als Hauptstraße bezeichnet. Beim Ausbau der Mainzer Landstraße wurden im Jahr 1816 auch das Obertor und das Untertor in der Höchster Altstadt zusammen mit den Tortürmen zugunsten eines besseren Verkehrsflusses abgebrochen.
Der Straßenverlauf lag mit den Planungen aus dem 19. Jahrhundert fest und änderte sich nicht mehr. Nach dem Bau der neuen Nieder Niddabrücke im Jahr 1951 wurde später der östliche Teil der Bolongarostraße zwischen Nidda und Mainzer Landstraße für den Durchgangsverkehr geschlossen.

## Bebauung und wichtige Bauwerke
Die Bebauung der Bolongarostraße ist uneinheitlich. Viele ältere Fachwerkbauten im gotischen Stil fielen dem Großen Stadtbrand vom Dezember 1586 zum Opfer. In der Höchster Altstadt bestimmen daher vorwiegend Fachwerkgebäude aus der Renaissance und dem Barock das Bild. Baulücken wurden meist in der Gründerzeit im zeitgenössischen Stil gefüllt, einige alte Häuser wurden dem Zeitgeschmack entsprechend umgebaut und verputzt oder durch Neubauten ersetzt.
In der Höchster Neustadt bestimmen neben dem dominierenden Barockbau des Bolongaropalastes und dem Kreishaus von 1911 auf der Südseite Gründerzeitbauten in teilweise schlechtem Bauzustand das Bild. Das Lindner-Hotel gegenüber dem Kreishaus ist ein moderner Zweckbau aus den 1990er Jahren.
Im Nieder Teil der Bolongarostraße stehen auf der nördlichen Seite ausschließlich Wohnbauten aus der Gründerzeit. Auf der südlichen Seite befinden sich neben einigen Wohnbauten zwei größere Gewerbe-Liegenschaften. Zwischen Nidda und Mainzer Landstraße ist die Bolongarostraße auf der südlichen Straßenseite unbebaut, hier erstreckt sich eine Grünfläche.

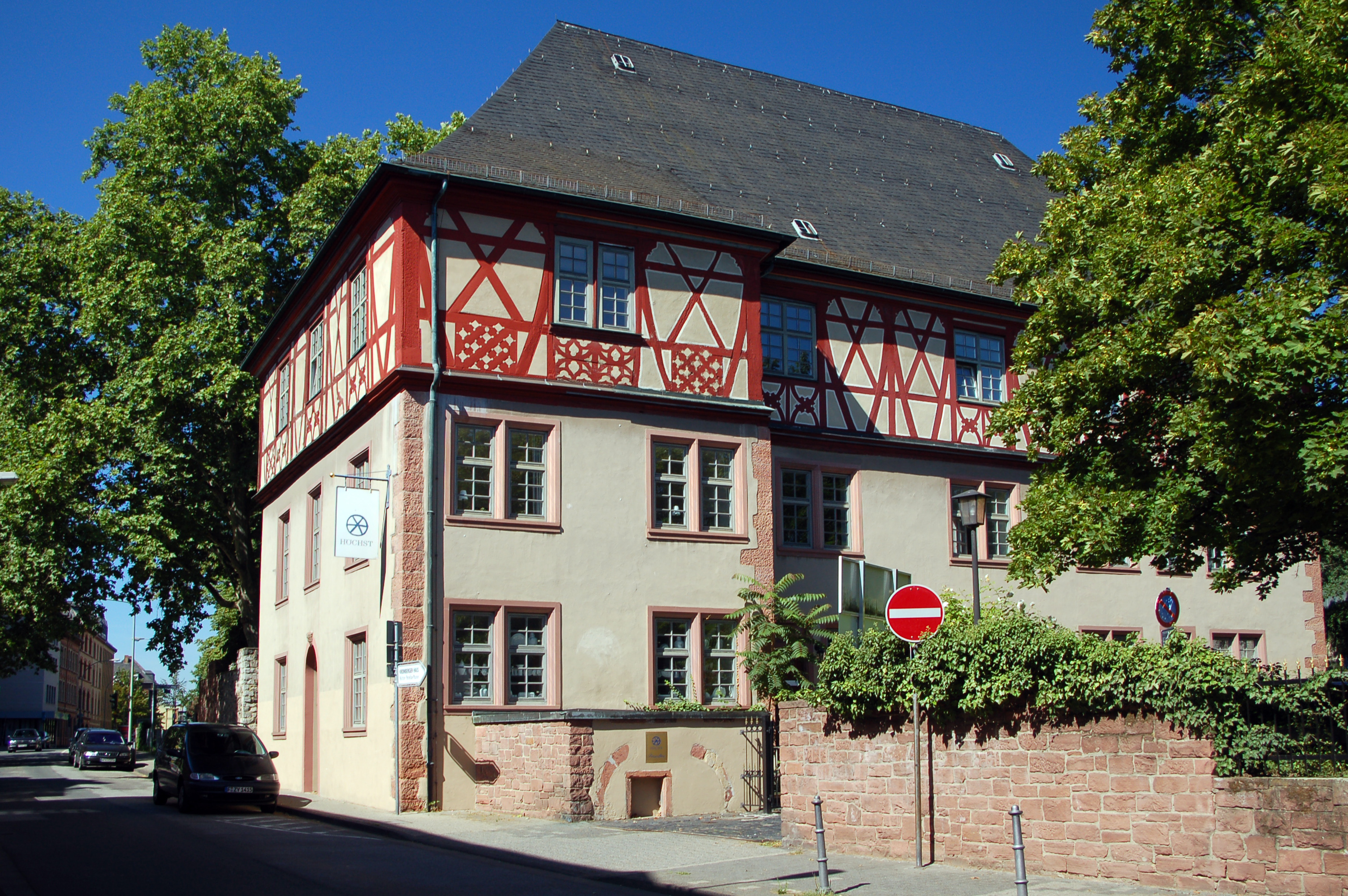
Dalberger Haus
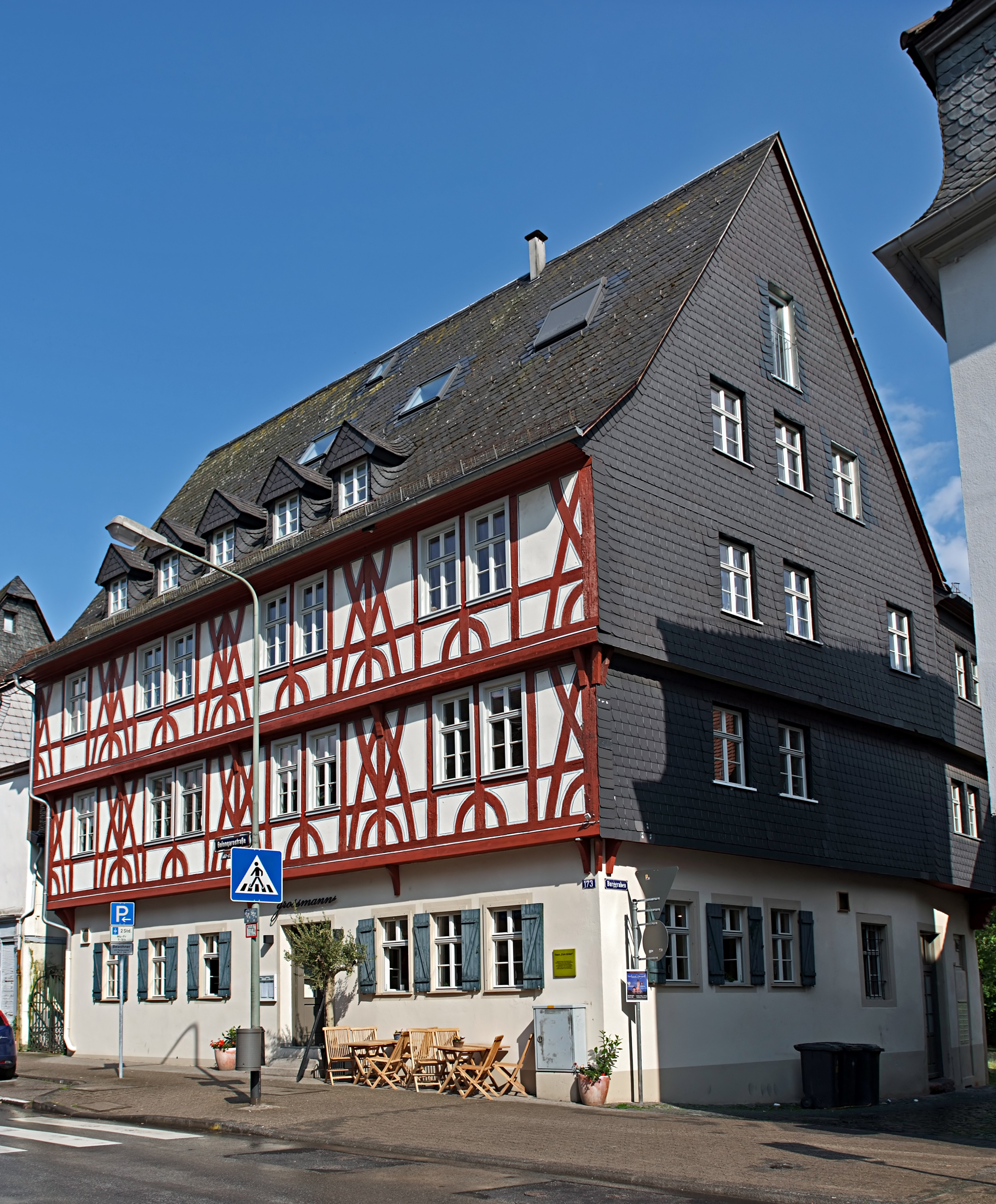
Haus zum Anker
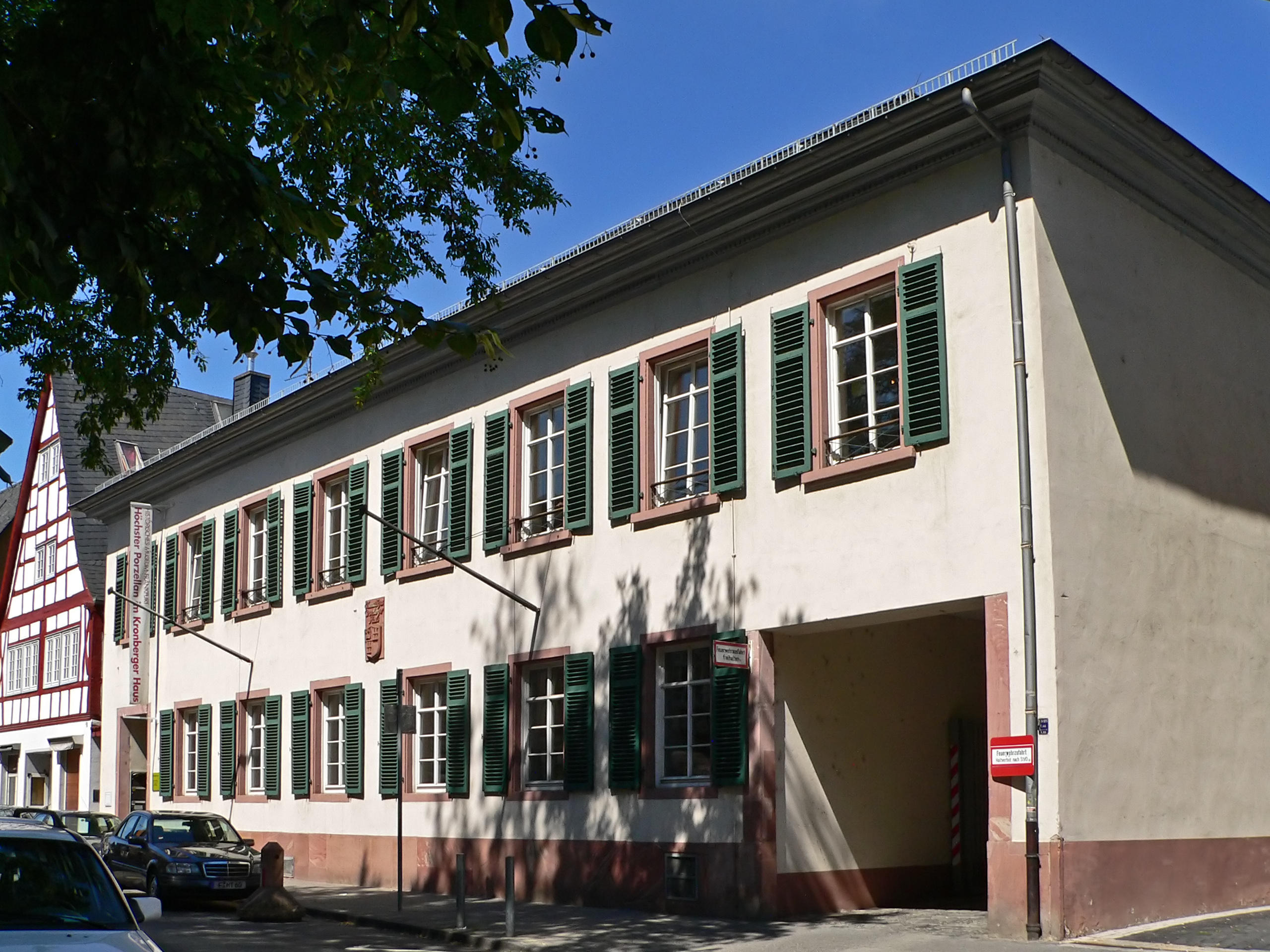
Kronberger Haus

Bekannte Bauwerke entlang der Bolongarostraße in Höchst sind:
- das Dalberger Haus, Bolongarostraße 186, ein Adelshof aus dem 16. Jahrhundert.
- das Haus „Zum Anker“, Bolongarostraße 173, ein spätgotischer Bau aus dem 15. Jahrhundert, in den 1970ern wegen Baufälligkeit komplett neu aufgebaut
- das Kronberger Haus, Bolongarostraße 152, ein Adelshof aus dem 16. Jahrhundert, zwischen 1870 und 1909 Höchster Rathaus und heute Sitz des Porzellanmuseums des Historischen Museums Frankfurts
- das ehemalige Antoniterkloster, Bolongarostraße 137–143, im 15. Jahrhundert erbaut und 1803 säkularisiert
- der barocke Bolongaropalast, Bolongarostraße 105–111, aus den Jahren 1772 bis 1774
- das ehemalige Kreishaus des Landkreises Höchst aus dem Jahr 1911, Bolongarostraße 101, bis 1987 Verwaltungssitz des Main-Taunus-Kreises, heute Wohnhaus

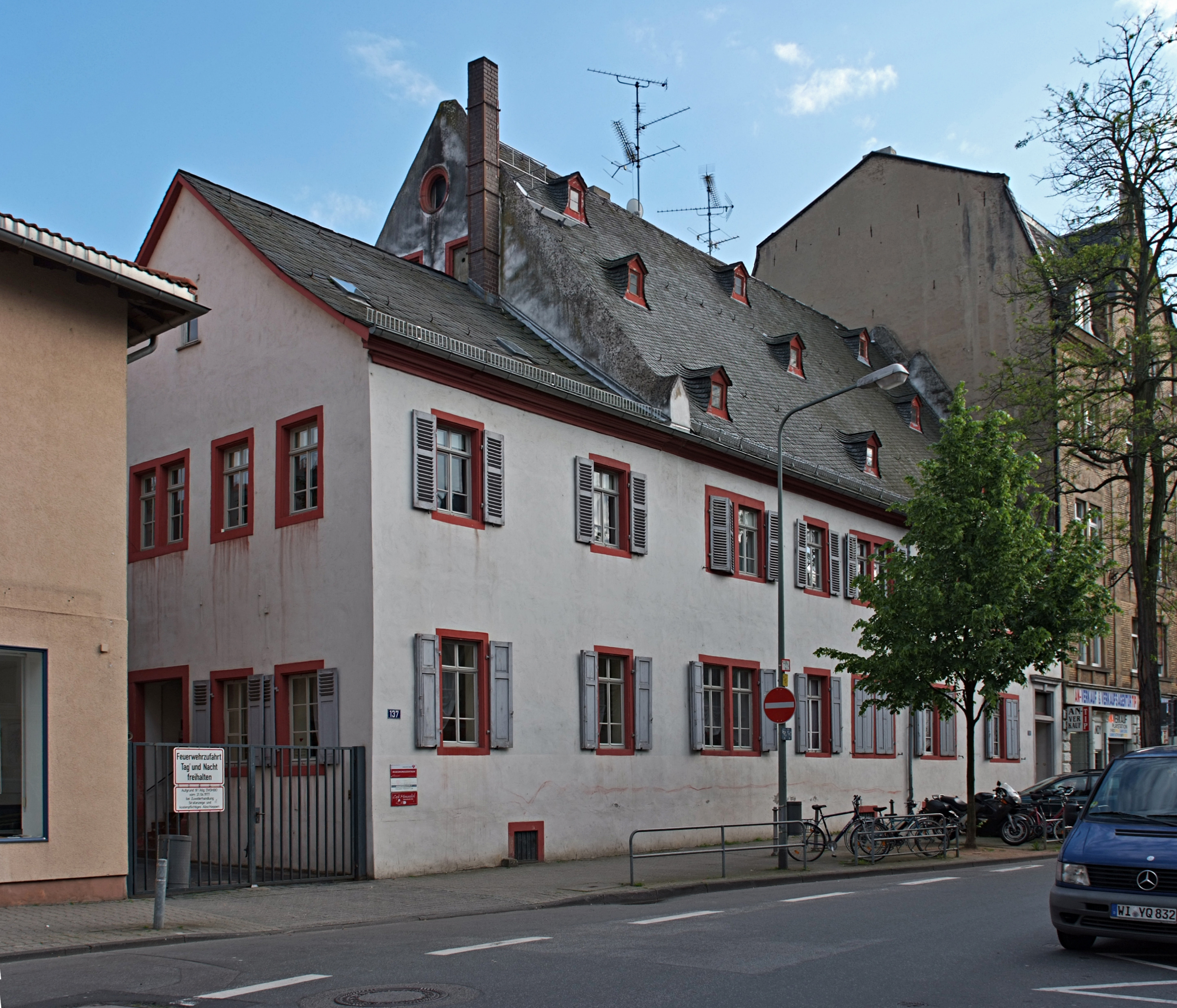
Antoniterkloster
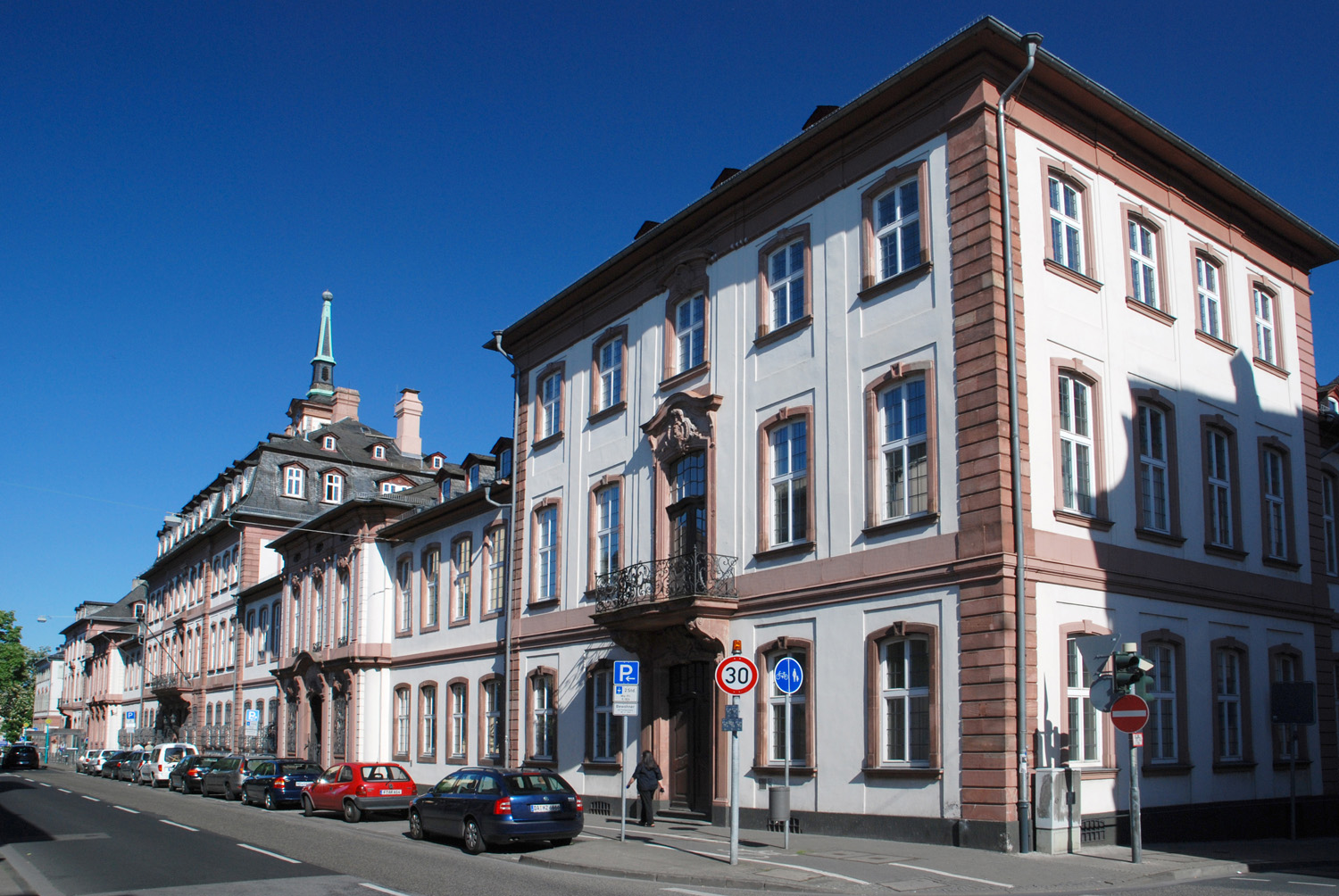
Bolongaropalast
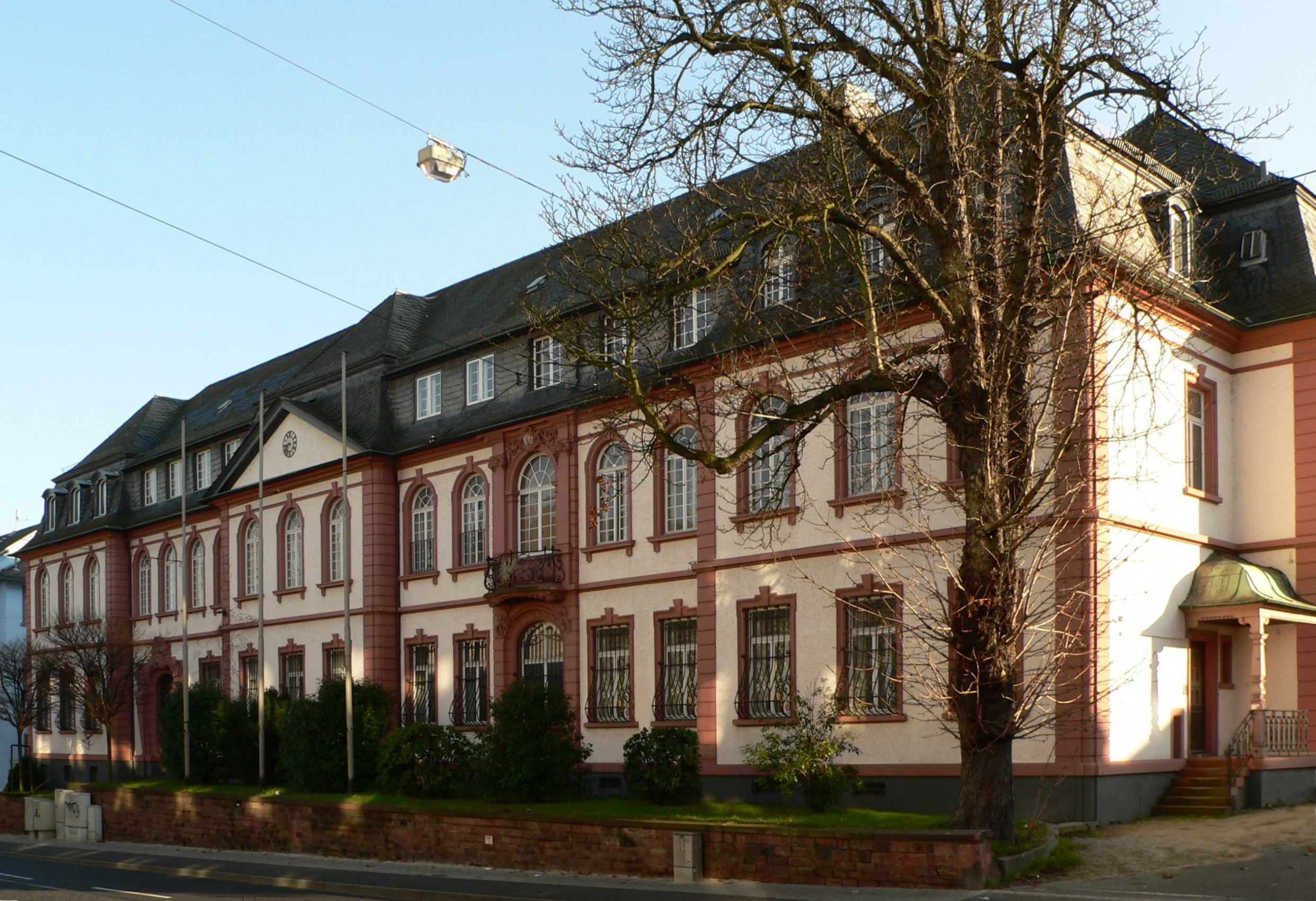
Kreishaus

## Wirtschaftliche Situation

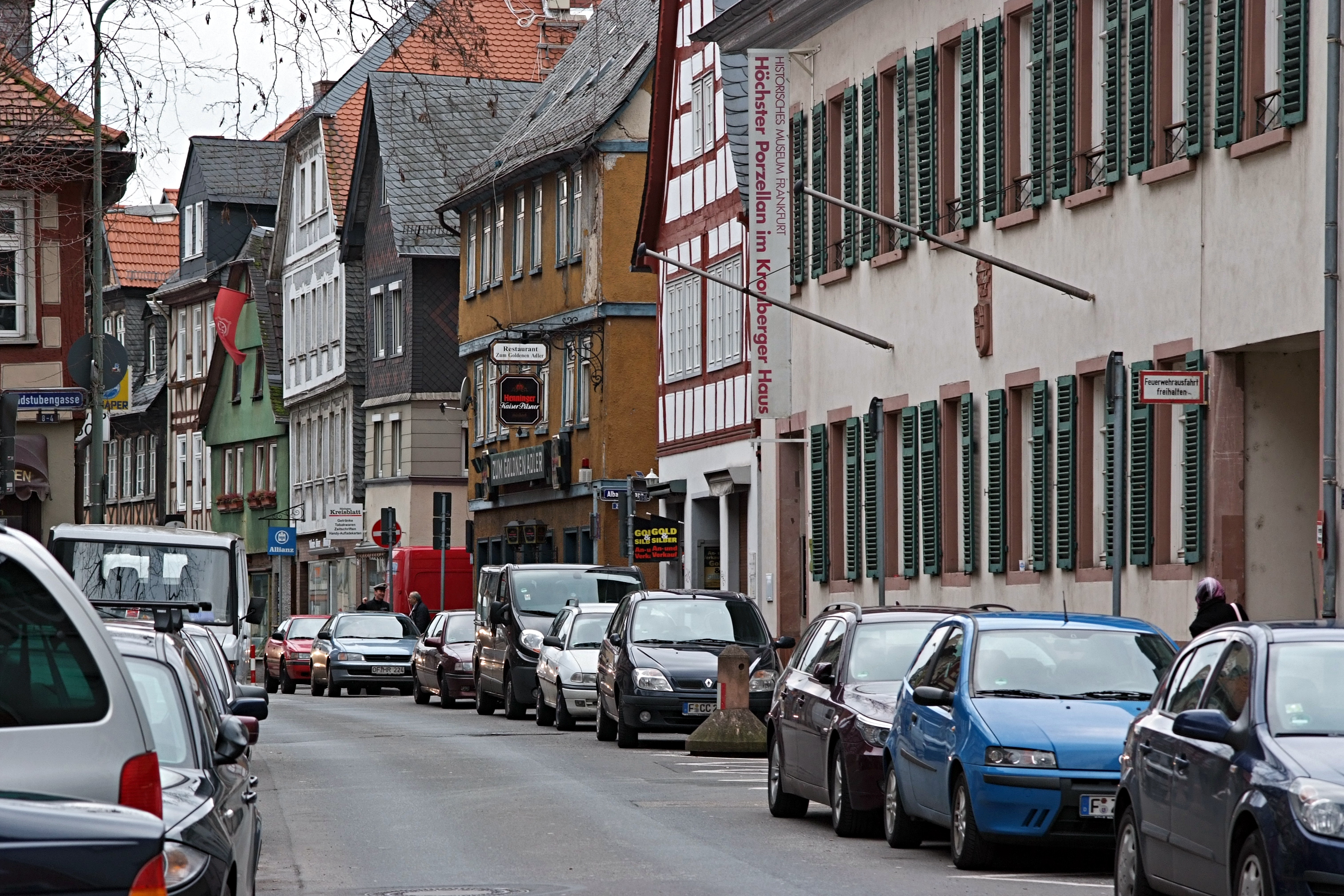
Blick aus Richtung Kronberger Haus in die Bolongarostraße

Die Bolongarostraße ist ein wichtiger Standort für Handwerk, Kleingewerbe, Gastronomie und Einzelhandel in Höchst. Die Höchster Porzellanmanufaktur, die lange Zeit im Dalberger Haus ihren Firmensitz hatte und nun dort eine Verkaufsstelle unterhält, und das Lindner Congress Hotel sind die bekanntesten Gewerbebetriebe in der Bolongarostraße. Hinzu kommen Fachgeschäfte verschiedener Branchen und eine größere Anzahl Gastronomiebetriebe. Im Nieder Bereich der Bolongarostraße gibt es neben einer Tankstelle und einer im Sommer 2007 neu eröffneten Filiale eines Discounters nur noch einige Gaststätten.
In den vergangenen Jahren haben jedoch Suburbanisierung und wirtschaftlicher Rückgang eine Reihe von Geschäftsinhabern zur Aufgabe gezwungen. Geschäfte und Gaststätten standen leer und wurden teilweise von schnell wechselnden Anbietern von Billigwaren, von Telefonläden und Schnellimbissen angemietet. Diese Entwicklung wird in Höchst unterschiedlich aufgenommen. Während die örtliche Einzelhändlervereinigung IHH die Ansiedlung von Billiganbietern besser als Leerstand findet und als wirtschaftliche Stärkung sieht, empfinden einige Einzelhändler und Vertreter der Bürgervereinigung Höchster Altstadt diese Tendenz als Abstieg und Auslöser zu weiterer Vertreibung eingesessener Fachgeschäfte.
Einem Bericht der Frankfurter Rundschau vom November 2006 zufolge findet in Höchst jedoch ein neuerlicher Strukturwandel statt, und sowohl für die an Billiganbieter vermieteten als auch die leerstehenden Geschäftsräume gibt es Wartelisten von Interessenten, die qualifizierte Fachgeschäfte eröffnen wollen.

## Wissenswerte Kleinigkeiten

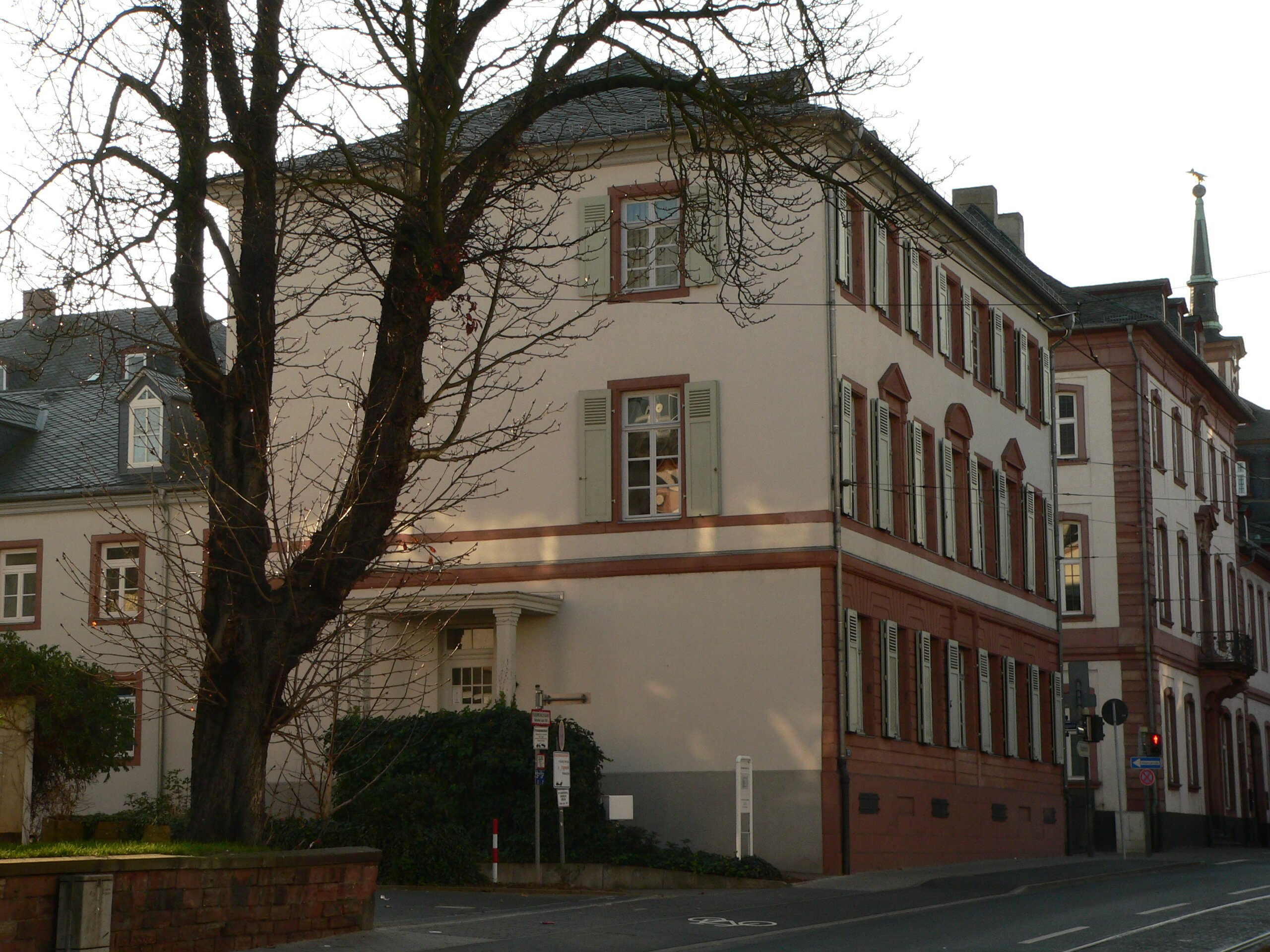
Ehemaliges Höchster Amtsgericht

- Der Chemiker und Nobelpreisträger Hans Fischer wurde 1881 im Haus Bolongarostraße 162 geboren.
- In der Bolongarostraße 103, dem ehemaligen Sitz des Höchster Amtsgerichts, befand sich zeitweilig die Geschäftsstelle der Wikimedia Deutschland.